# Delosperma cloeteae
Delosperma cloeteae är en isörtsväxtart som beskrevs av Lavis. Delosperma cloeteae ingår i släktet Delosperma, och familjen isörtsväxter. Inga underarter finns listade i Catalogue of Life.